# سرگئی اوسادچوک
سرگئی اوسادچوک (روسی: Серге́й Иванович Осадчук؛ زادهٔ ۱۸ اکتبر ۱۹۸۲) بازیکن فوتبال اهل روسیه است.
از باشگاه‌هایی که در آن بازی کرده‌است می‌توان به باشگاه فوتبال ولگا نیژنی نووگورود، باشگاه فوتبال اوفا، باشگاه فوتبال اورال یکاترینبورگ، باشگاه فوتبال سویوز-گازپروم ایژوسک، باشگاه فوتبال چرنومورتس نووراسییسک، و باشگاه فوتبال ولگا اولیانوفسک اشاره کرد.